# Hagerütte
Der Hagerütte ist ein knapp 750 Meter langer Bach des Südschwarzwaldes im baden-württembergischen Zell im Wiesental, der am Langenberg entspringt und zwischen dem Mambacher Zinken Silbersau und dem Hof Mühlschau von links und Osten in die Wiese mündet.

## Name
Die Landesanstalt für Umwelt Baden-Württemberg bezeichnet den Bach in der amtlichen Datenbank mit einem „eindeutigen Namenskürzel“ als NN-KK4, auf heutigen topografischen Karten ist kein Name verzeichnet, jedoch findet sich in der historischen Gemarkungsübersicht Baden die Bezeichnung Hagerütte.

## Geographie

### Verlauf
Der Hagerütte entspringt am Westhang des Langenbergs auf etwa 754 m ü. NHN im Walddistrikt Brendewald. Er fließt weitgehend in Westrichtung durch Waldgebiet hinab und unterquert dabei die beiden Forstwege Oberer Brendewaldweg und Unterer Brendewaldweg. Danach verläuft er durch das Stellelebühl ehe er unter der B 317 hindurch fließt, um im direkten Anschluss auf etwa 467 m ü. NHN von links und Osten in die Wiese zu münden.
Der etwa 750 Meter lange Lauf des Hagerütte endet ungefähr 287 Höhenmeter unterhalb seiner Quelle, er hat somit ein mittleres Sohlgefälle von etwa 39 %.

### Einzugsgebiet
Das naturräumlich zum Südschwarzwald gehörende Einzugsgebiet ist knapp 30 ha groß und liegt zu rund 90 % im Stadtgebiet von Zell im Wiesental, der restliche Anteil im Osten des Einzugsgebiets gehört zur Gemeinde Häg-Ehrsberg. Dort liegt auch der höchste Punkt des Einzugsgebiets auf etwa 881 m ü. NHN auf dem Spitzäckerle.
Die Einzugsgebiete der folgenden Nachbargewässer grenzen an:
- Im Norden grenzt das Einzugsgebiet des noch höher zur Wiese entwässernden Geisgrabens an;
- im Nordwesten konkurriert der Wührelochbach mit seinem Nebenlauf Kümmisbrunn, der oberhalb des Geisgrabens in die Wiese mündet;
- im Osten und Südosten entwässert der Angenbach mit seinem Nebenlauf Wölflisbrunnenbach unterhalb in die Wiese;
- im Süden fließen der Eselsgraben und ein kurzer, namenloser Hangwaldbach (ca. 215 m lang, entspringt auf etwa 528 m ü. NHN) unmittelbar unterhalb ebenfalls zur Wiese.

### Zuflüsse
Auf der amtlichen topographischen Karte ist ein Zufluss verzeichnet, ein namenloser Hangwaldbach, der auf etwa 570 m ü. NHN in den Hagerütte von rechts und Osten mündet, etwa 240 m lang ist und auf 783 m ü. NHN entspringt, in diesen wiederum mündet auf etwa 590 m ü. NHN von rechts ein namenloser Hangwaldbach, der auf etwa 760 m ü. NHN entspringt und rund 145 m lang ist.

### Flusssystem Wiese
- Fließgewässer im Flusssystem Wiese